# حاج ابراهیم کلانتر
حاج ابراهیم کلانتر (۱۱۵۸ ه‍.ق / ۱۷۴۵ م – ۱۲۱۵ یا ۱۲۱۶ ه‍.ق / ۱۸۰۱ م) که با عنوان افتخاری اعتمادالدوله نیز مشهور است، دولتمرد ایرانی بود که به‌عنوان کلانتر (شهردار) شیراز طی اواخر دورهٔ زندیه و سپس به‌عنوان نخستین وزیر اعظم ایران قاجاری فعالیت کرد.
ابراهیم لقب پدرش، کدخدای محلهٔ بالا کفت شیراز، را به ارث برد و بعدها کدخداباشی تمام مناطق شهر در مجاور بالا کفت شد. در سال ۱۷۸۱، علیمرادخان زند شیراز را تصرف کرد؛ او برای منع شورش، همهٔ کدخداها از جمله حاج ابراهیم را عزل کرد و آن‌ها را به اصفهان فرستاد و ۴۰ هزار تومان جریمه‌شان کرد. ابراهیم برای بازپس‌گیری سمت‌هایش، به جعفرخان زند در تصرف شیراز در سال ۱۷۸۵ کمک کرد و شاه جدید او را کلانتر شیراز منصوب کرد. هنگامی که جعفر در سال ۱۷۸۹ در کاخ خود ترور شد، ابراهیم با دستگیری صیدمرادخان زند طرف پسر جعفر، یعنی لطفعلی‌خان زند را گرفت و او را پادشاه اعلام کرد. پس از اختلافی با لطفعلی‌خان در سال ۱۷۹۰، ابراهیم تغییر موضع داد و با آقامحمدخان قاجار بیعت کرد.
در سال ۱۷۹۱ که لطفعلی‌خان به کرمان لشکرکشی کرد، ابراهیم کنترل شیراز را به دست گرفت و دستور دستگیری همه سرداران زند را صادر کرد. لطفعلی‌خان کارزار خود را رها کرد و بازگشت؛ او به جنوب فارس رفت که آن‌جا با نیروهای ابراهیم درگیر و منجر به شکست شد، سپس به سمت کازرون رفت و آن‌جا اردو زد. ابراهیم از آقامحمدخان که در آن زمان در حال فتح آذربایجان بود، کمک خواست. آقامحمدخان به شیراز رفت و ابراهیم را به‌عنوان حاکم این ولایت منصوب کرد. در سال ۱۷۹۲، لطفعلی‌خان بار دیگر برای تصرف شیراز وارد نبرد شد اما شکست خورد و به طبس گریخت.
در سال ۱۷۹۴، لطفعلی‌خان دستگیر و کشته، آقامحمدخان شاه جدید ایران و ابراهیم وزیر اعظم او شد. ابراهیم در این زمان به امور داخلی و اداری مشغول شد و از مشاوران مهم آقامحمدخان بود. در سال ۱۷۹۵، ابراهیم پیشنهاد برگزاری مراسم تاج‌گذاری را برای محمدخان کرد که در آن او تاج پادشاهی را بر سر شاه گذاشت. ابراهیم در زمان ترور آقامحمدخان در شوشی حضور داشت. او به سرعت به تهران بازگشت و فتحعلی، برادرزاده شاه فقید، را به‌عنوان شاه جدید معرفی کرد و از جنگ داخلی جلوگیری کرد. ابراهیم تا سال ۱۸۰۱ وزیر اعظم بود تا اینکه به دستور فتحعلی‌شاه که از موقعیت قدرتمند ابراهیم می‌ترسید کشته شد. اکثر اعضای خانواده ابراهیم، به استثنای یکی از پسرانش علی‌اکبر و دخترش ماه‌بانو خانم نیز در پی آن کشته شدند. نوادگان ابراهیم بعدها خاندان قوام را تشکیل دادند که در میانه تا پایان دورهٔ قاجار تأثیرگذار شدند. برخی از نوادگان او مانند ابوالحسن شیرازی نقش‌های مهمی داشتند و در دربار قدرتمند بودند.
نقش حاج ابراهیم کلانتر در پایان دادنِ جنگ جانشینی کریم‌خان زند و انتقال قدرت از زندیه به قاجار، و نیز بر تخت نشستن چهار پادشاه، او را به‌عنوان یک شاه‌نشان مطرح کرد. این موضوع باعث شد که از او به‌عنوان یکی از برجسته‌ترین سیاستمداران تاریخ ایران مدرن یاد شود.

## زندگی و آغاز کار
محمدابراهیم، سومین پسر حاج محمدهاشم شیرازی (کدخدای محلهٔ بالا کفت و بعدها کدخداباشیِ پنج محلهٔ حیدری‌نشین شیراز) بود. خانوادهٔ او که به «هاشمیه» شهرت داشتند، از بازرگانان توانگر شیراز بودند، در استان فارس املاک داشتند و در مدیریت شهر نیز دخیل بودند. اصل و نسب مادری او ظاهراً به قوام‌الدین حسن (وزیر سلسلهٔ آل مظفر در قرن ۱۴ میلادی) می‌رسید که نام خاندان ذی‌نفوذ قوام‌الملک نیز از او گرفته شده‌است. گفته‌اند که اصل و نسب پدری ابراهیم کلانتر به یهودیان می‌رسد اما این ادعا تاکنون اثبات نشده‌است.
درس‌آموزی ابراهیم در زمینهٔ مدیریت شهر و ورود او به سیاست‌های پیچیدهٔ شیراز، در سال‌های پایانی پادشاهی کریم‌خان زند شروع شد. در این دوران، کریم‌خان دست اعیان شهرنشین پایتخت زندیه را از امور کوتاه کرده بود اما پایگاه اقتصادی یا شبکهٔ اجتماعی آنها را نابود نکرده بود.
محمدهاشم (پدر ابراهیم) در سال ۱۱۶۰ هـ.ق. به اتهام بی‌نظمی مالی توسط نادرشاه مجازات شده و یک چشم خود را از دست داده بود. این موضوع بی تردید همواره به پسر او، ابراهیم، یادآوری می‌کرده که اعیان، تا چه حد در مقابل سرداران جنگاور در دوران پساصفوی، آسیب‌پذیر هستند. ابراهیم، سمت کدخداباشی محلات حیدری‌نشین شیراز را از پدرش به ارث برد و به متحد نزدیک کلانتر شیراز، میرزا محمد کلانتر، تبدیل شد. میرزا محمد کلانتر مربی و چهره‌ای تأثیرگذار در شکل‌دادن به آیندهٔ سیاسی ابراهیمِ جوان بود. ابراهیم همچنین از نزدیک شاهد نحوهٔ ادارهٔ امور، تحت نظر و حمایت نخبگان باقیمانده از دوران صفوی بود از جمله میرزا محمدحسین وفای فراهانی، رئیس خاندان فراهانی، که بعدها با عنوان قائم‌مقام (خاندان قائم‌مقام فراهانی) شناخته شدند.
در دورهٔ انتقالی پس از مرگ کریم‌خان (۱۱۹۳ هـ.ق. / ۱۷۷۹ م)، نزاع مرگبار شاهزادگان و رؤسای خاندان زند بر سر تصاحب تاج و تخت، و پیشروی بی‌امان آقامحمدخان قاجار برای به‌دست‌گرفتن کنترل استان‌های جنوبی، تضعیف حکمرانی زند را سرعت بخشید. برای مقامات سرسخت و مقاوم شهر شیراز مانند ابراهیم، این یک فرصت جدید برای اعمال خودمختاری بیشتر بود و از سوی دیگر وظیفهٔ دشوار دفاع از شهر را بر آنها تحمیل می‌کرد، آن‌هم در شرایطی که شهر دستخوش تفرقهٔ شدید بود و جنگجویان قبایل نیز با یکدیگر درگیری داشتند. زندگانی و کارنامهٔ ابراهیم تا حد بسیار زیادی در دشواری‌ها و پیچیدگی‌های همین دوره شکل گرفت و یک حس قوی سودجویی و فرصت‌طلبی ماکیاولیایی را در او ایجاد کرد. بین سال ۱۱۹۳ تا ۱۱۹۶، اعیان شیراز به سرکردگی کلانتر شهر و مباشران او از جمله ابراهیم، ابتدا تصمیم گرفتند با زیاده‌روی‌های زکی‌خان زند مقابله کنند. زکی‌خان، برادر ناتنی کریم‌خان زند بود که علیرغم برتخت‌نشستن ابوالفتح‌خان زند (پسر و جانشین کریم‌خان)، قدرت اصلی را او به دست داشت. اعیان شیراز برای خلاصی از ظلم و جور زکی‌خان، حمایت خود را از او گرفته و به صادق‌خان زند (برادر دیگر کریم‌خان) روی آوردند. صادق‌خان با کمک سربازان سرکیسی غالب و به‌عنوان نائب‌السلطنهٔ جدید ابوالفتح‌خان تعیین گردید. برخی اعیان شهر که از ستم و بی‌عرضگی صادق‌خان و چرخهٔ مداوم خون و خونریزی و آشوب به تنگ آمده بودند، ادعای پادشاهی علیمرادخان زند را پذیرفتند. علیمرادخان در صفر سال ۱۱۹۶ هـ.ق. پس از ۹ ماه محاصره و کشتار، شیراز را فتح کرد.
علیمرادخان که می‌دانست مقامات حکومتی شهر تا چه حد تاثیرگذارند، فوراً به میرزا محمد کلانتر و اعوان او از جمله ابراهیم دستور داد که همراه او به پایگاه جدید قدرت یعنی اصفهان بروند. دربارهٔ این بخش از زندگی ابراهیم اطلاعات زیادی در دست نیست و فقط می‌دانیم که در این دوران ظاهراً به سفر حج رفته‌است. ابراهیم همچنین ارتباط خود را با بازار و محلات شیراز حفظ کرد و املاک خانوادگی را نیز غیاباً مدیریت می‌نمود.
پس از مرگ علیمرادخان در اول ربیع الثانی سال ۱۱۹۹ هـ.ق. با روی‌آوردن آقامحمدخان قاجار به سوی شهر، حاجی‌ابراهیم و دیگر تبعیدی‌ها، همراه با پسر ماجراجوی صادق‌خان یعنی جعفرخان زند به شیراز گریختند. میرزا محمد کلانتر که آیندهٔ خود در شیراز را نامطمئن می‌دید، در اصفهان باقی ماند اما به اسارت آقامحمدخان درآمد. او در خاطراتش ابراز پشیمانی می‌کند که چرا به سخن «فرزند ارجمند» خود یعنی حاجی‌ابراهیم گوش نداده که به او هشدار داده بود منتظر ماندن خطرناک است و هرآنچه بر سر دیگر مردمان (اعیان) فارس بیاید بر سر او هم خواهد آمد.

## تصمیم‌های سرنوشت ساز

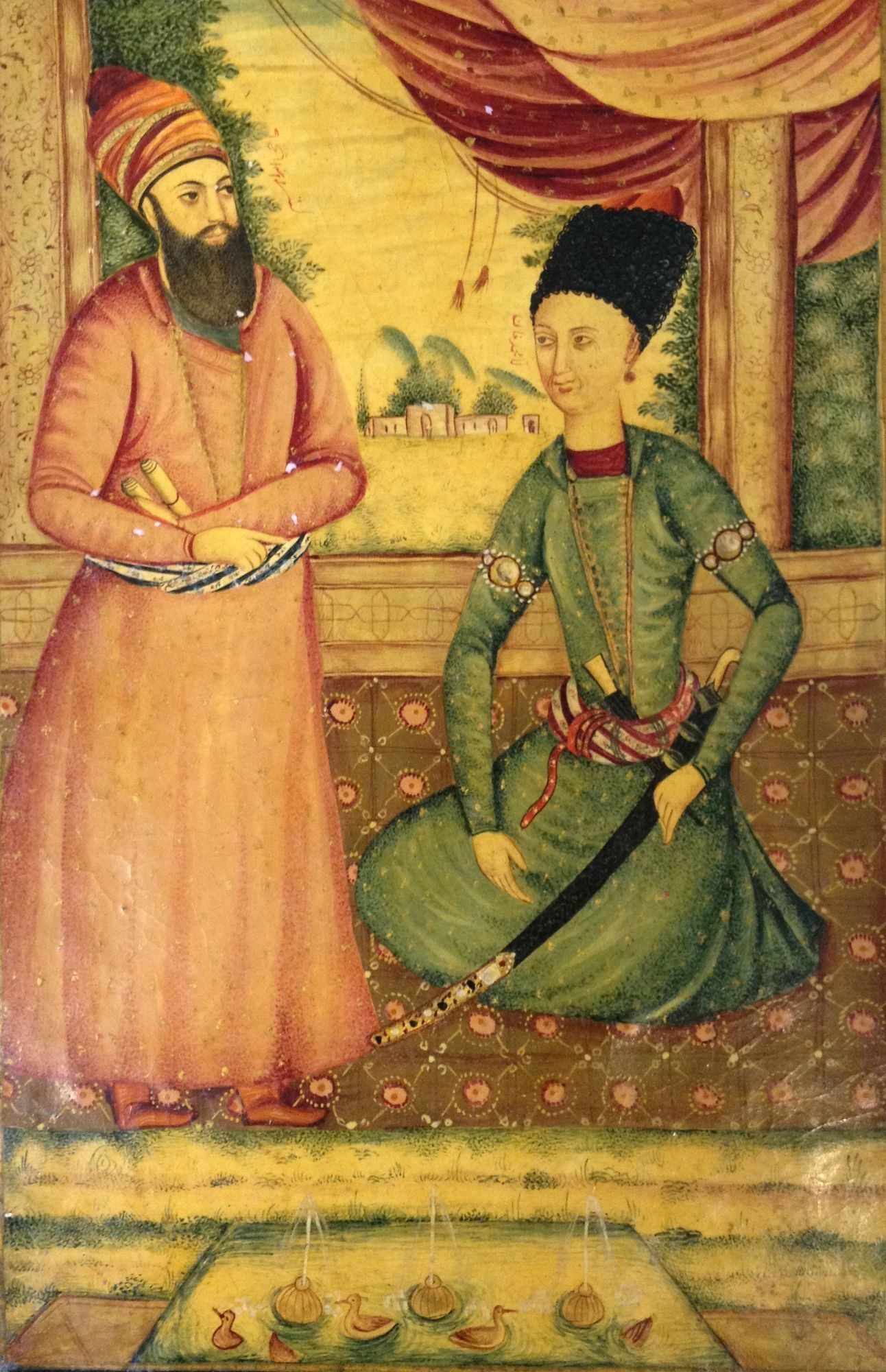
نقاشی از محمدخان قاجار و وزیر ابراهیم کلانتر، ۱۷۹۵–۱۸۰۰.

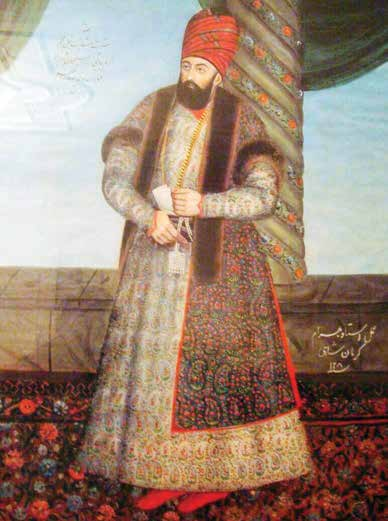
حاج ابراهیم خان کلانتر اثر بهرام کرمانشاهی.

### تسلیم جنوب ایران به آغا محمد خان
لطفعلی‌خان زند از سال ۱۲۰۳ق؛ که به جای پدرش بر تخت نشست، همواره با حملات آغا محمدخان قاجار روبرو بود. او اواسط ذی الحجه ۱۲۰۵ شنید که آقا محمدخان به سوی آذربایجان تاخته و اصفهان را که در آن هنگام مرکز حکومتش بود، به باش باباخان (فتحعلی شاه بعدی) سپرده‌است؛ بنابراین به سوی اصفهان لشکر کشید.
لطفعلی خان شیراز را به حاج ابراهیم کلانتر سپرد و عازم اصفهان شد. همین که اختیار شیراز به دست حاجی ابراهیم کلانتر افتاد، چون می‌دانست که لطفعلی خان بر نیات باطنی او آگاهی یافته، از یک طرف در شیراز به دستگیری بزرگان خاندان زند پرداخت و از طرف دیگر عبدالرحیم خان، برادر خود را که در اردوی لطفعلی خان بود به شوراندن لشکریان او واداشت. به این ترتیب بیشتر همراهان لطفعلی خان که کسانشان در شیراز مورد تهدید و تعرض کلانتر بودند، شبانه از قمشه (محل اردو) پراکنده شدند و لطفعلی خان به همین علت از جلوی آقا محمدخان منهزم گردید و به شیراز برگشت، اما کلانتر و یاران او لطفعلی خان را به شهر راه ندادند و او چاره‌ای ندید جز اینکه به جانب بوشهر رهسپار گردد.
آقا محمدخان حکومت شیراز را به کلانتر سپرد. این اقدام حاج ابراهیم خان باعث شد آقا محمدخان به سادگی بر جنوب ایران سلطه پیدا کند و با برانداختن حکومت زندها، حوزه نفوذ و سلطنت خود را گسترش دهد.
ناصرالدین شاه قاجار در دیدار با آدولف کرمیو رئیس سازمان اتحاد جهانی آلیانس در پاریس در سخنان مشهوری دربارهٔ او گفت:

### پادشاه ساختن فتحعلی شاه
ابراهیم خان کلانتر پس از مرگ آقا محمدخان، در به سلطنت رساندن فتحعلی شاه قاجار نقش اول را ایفا کرد و توانست سمت صدراعظمی و لقب اعتمادالدوله را برای خود حفظ کند.

## ترور
او در دوران فتحعلی شاه به تدریج بر میزان نفوذ و اقتدار خود افزود و فرزندان و بستگانش را بر ولایات دور و نزدیک کشور حاکم کرد. همین قدرت زیاد باعث بدگمانی شاه نسبت به او شد.
روز اول ذی الحجه ۱۲۱۵ قمری (۱۸۰۱ میلادی) او را دستگیر و به طالقان فرستادند. یک ماه بعد به دستور شاه، چشم او را میل کشیدند و زبانش را بریدند و به قتلش رساندند. بیشتر فرزندان و بستگان او نیز سرنوشتی مشابه داشتند.
بنابر قولی دیگر او را به بند کشیده و از سقف مطبخ عمارت پادشاهی آویزان کردند. دیگ بسیار بزرگی را پر از آب نموده و هیزم فراوان زیر آن روشن کردند تا آب داخل دیگ به جوش آمد و سپس ابراهیم خان کلانتر را آرام آرام با طناب به داخل دیگ آبجوش فرو بردند و به قتل رسید. دارایی‌های او به نفع شاه ضبط شد و سمتش به میرزا محمدشفیع آصف‌الدوله رسید. به گفته یرواند آبراهامیان در ایران بین دو انقلاب، او در روغن جوشانده شد.

## خانواده
ابراهیم فقط یک همسر داشت به نام گلاب خانم، دختر ساموئل خان، تاجر یهودی معروف شیراز. این ازدواج در سال ۱۷۸۲ که ابراهیم هنوز کلانتر شیراز بود، صورت گرفت. آن‌ها پنج فرزند، یعنی چهار پسر و یک دختر داشتند:
- میرزا محمد خان، پسر بزرگش و بیگلربیگی فارس که در پاکسازی ۱۸۰۱ اعدام شد.[۱۰]
- اسدالله خان (۱۷۸۳–۱۸۶۳)، در سال ۱۷۹۳، با اینکه هنوز کودک بود، آقامحمدخان او را به حضانت خود گرفت و به قصد گروگان گرفتن به قزوین فرستاد. در اوایل ظهور فتحعلی‌شاه، زمانی که اسدالله ۱۶ ساله یا کمتر بود، برای مدت کوتاهی فرماندار کاشان شد. اسدالله در پاکسازی ۱۸۰۱ نابینا شد. وی در ۸۳ سالگی در شیراز درگذشت.[۱۰]
- ماه‌بانو خانم با میرزا محمدعلی ازدواج کرد و ابوالحسن شیرازی را به دنیا آورد.[۱۱][۱۲]
- علی‌رضا؛ علی‌رضا در پاکسازی زنده ماند اما اخته و در حرمسرای سلطنتی خواجه شد.[۱۳]
- علی‌اکبر نیز قرار بود اخته شود، اما به دلیل بیماری که انتظار می‌رفت در اثر آن بمیرد، نجات یافت. سال‌ها بعد برای دلجویی و مماشات لقب قوام‌الملک به او داده شد و زمین‌های خانوادگی‌اش در فارس به او بازگردانده شد. فرزندان او خاندان قوام را تشکیل دادند.[۱۰][۱۳][۱۲] علی‌اکبر همچنین کنفدراسیون قبیله‌ای خمسه را سازماندهی کرد.[۱۳]

خاندان قوام پس از مرگ ابراهیم برای مدت کوتاهی ناتوان ماندند، اما ثروت خود را بازگرداندند و اتحادهایی در دادگاه به دست آوردند که آنها را از توطئه‌های علیه خود مصون می‌داشت. آن‌ها معماران شیراز معاصر بودند که بیش از بیست کاخ و باغ در آن‌جا ساخته بودند و معروفترین آن‌ها نارنجستان قوام است.

## اعتقادات دینی
مورخان قاجار ابراهیم را عموماً یهودی دانسته‌اند، گرچه که ممکن است مسلمان بوده باشد. برخی از مورخان مانند محمود محمود از او به عنوان آنوسی یاد کرده‌اند. در زمان ابراهیم، کنیسه‌هایی در شیراز و تهران افتتاح شد، اما پیش از آن یهودیان مجبور بودند در خانه‌های خود تورات را با صدای آهسته بخوانند. یکی دیگر از شواهد، تمایل او به تک‌همسری است. مرسوم بود که مقامات بلندپایه چندین زن و چند صیغه داشتند در حالی که ابراهیم فقط یک زن داشت.
ابراهیم هرگز در ملاء عام شراب نمی‌نوشید و سعی می‌کرد خود را فردی مذهبی نشان دهد. او به حج رفت و ترجیح داد مردم از او به عنوان «حاجی» یاد کنند. او برای آخوندهای شیراز نیز احترام زیادی قائل بود و همیشه زکات خود را می‌پرداخت. ابراهیم از طرفداران مجتهدین اصولی و از یاران آقا محمدعلی بهبهانی و از این رو دشمن جریان صوفی نعمت‌اللهی بود.

## تاریخ‌شناسی و میراث
حاج ابراهیم کلانتر یکی از چهره‌های جنجالی تاریخ مدرن ایران دانسته می‌شود؛ برخی از مورخان او را «خائن» در نزد لطفعلی‌خان توصیف می‌کنند و برخی نبوغ او را تحسین می‌کنند. محمود محمود درایت ابراهیم را ستود و او را «شاه‌نشان» نامید.

### انگلیسی
- Abdeli, Hossein (Winter 1999). "Inversion in history". Pishineh (1): 28–35.
- Afshar Far, Naser (2003). Life of Fath-Ali Shah. Tehran: Ahl-e-Qalam Publications. ISBN 978-964-5568-48-9. OCLC 145133976.
- Ahmadi, Hossein (Winter 2003). "Hajj Ebrahim Khan Kalantar in the transformation from Zand to Qajar". Roshd Journal of History Education (8): 40–47.
- Al Davood, Ebrahim (2019). "Ebrahim Kalantar". The Great Islamic Encyclopaedia. Tehran.
- Amanat, Abbas (1997). "EBRĀHĪM KALĀNTAR ŠĪRĀZĪ". Encyclopædia Iranica, online edition. New York.
- Amanat, Abbas (2008). Pivot of the universe: Nasir al-Din Shah Qajar and the Iranian Monarchy, 1831-1896. Berkeley: University of California Press. ISBN 978-0-520-91405-6. OCLC 44964072.
- Amiri, Mehrab (Winter 1975). "The first Vizier of Qajar, Haj Ebrahim Khan Kalantar (Etemad Al-Dawlah)". Gohar: 912–930.
- Axworthy, Michael (2018). Crisis, Collapse, Militarism and Civil War: The History and Historiography of 18th Century Iran. New York: Oxford University Press. ISBN 978-0-19-025032-4. OCLC 1038717001.
- Barati, András (2019). "The Succession Struggle Following the Death of Nādir Shāh (1747–1750)". Orpheus Noster 11/4: 44–58.
- Danesh, Siavash (1969). Ebrahim Kalantar. Tehran: Vahid. ISBN 978-964-344-013-8. OCLC 13313665.
- Dehghani, Mehdi (Winter 2013). "Governmental System and Decline of The Zand Dynasty". Khiradʹnāmah (7): 48–58. OCLC 576215078.
- Dehghani, Mehdi (Winter 2019). "The position of cities in political–military relations with the claimants succeeding Karim Khan Zand(1209-1193)". Faculty of Literature and Humanities. 17 (34): 90–107.
- Dehnavi, Nezamali (Winter 2003). "Qajar dynasty's bureacratic structures and developments, first period, 1765 - 1848". Ganjīnah-ʼi asnād. 13 (1–2): 5–15. OCLC 1048155234.
- Hambly, Gavin R.G (1991). "Agha Muhammad Khan and the establishment of the Qajar dynasty". The Cambridge History of Iran, Vol. 7: From Nadir Shah to the Islamic Republic. Cambridge: Cambridge University Press. pp. 104–144. ISBN 978-0-521-20095-0.
- Ghadimi Ghidari, Abbas (Fall 2014). "Backgrounds and Consequences of Fars State Elites Immigration: the Case Study of Shiraz Hashemieh-Qavam Family (1792-1829)". Journal of Historical Researches (3): 36–48. OCLC 1244446711.
- Heydar Abadi, Mohammad (2020). The ruling family of Qavam. Shiraz: Fars Studies Foundation. ISBN 978-600-7920-58-9.
- Inqiṭāʻ, Nāṣir (2015). Agha Mohammad Khan Qajar: A king whom the Iranian nation never called a king. Tehran: Intishārāt-i Firdaws. ISBN 978-964-320-540-9. OCLC 919052089.
- Jalali, Farzaneh (2004). The foundation of the Qajar government: the tribal political system and modern bureaucracy. Vol. 2. Tehran: Ney Publications. ISBN 978-964-312-156-3.
- Karimi, Behzad (Winter 2011). "Hajj Ebrahim Khan Kalantar and The Question of Shiraz". Tarikh Noo (1): 54–80.
- Khorsand, Ali (1998). Political life of Haj Mirza Ebrahim Khan Kalantar (Etemad Al-Dawlah). Tehran: Awhadi. ISBN 978-964-6376-11-3.
- Ladani, Safoura Tork (2018). L'histoire des relations entre l'Iran et la France: du Moyen Âge à nos jours. Paris: Éditions L'Harmattan. ISBN 978-2-14-009665-5. OCLC 1083986298.
- Mir Saeedi, Saeed (Winter 2018). "Different narrations of coronation of Agha Mohammad Khan Qajar". Magiran (6746).
- Mir Saeedi, Hassan (2015). Biography and activities of Mirza Abolhassan Khan Shirazi. Tehran: Minofer Publications. ISBN 978-600-8590-83-5.
- Moghani, Behnam (Winter 2019). "A Study of the Strategic Development of the Old Tissue of Shiraz". Geography and Human Relationships. 1 (3): 557–570.
- Mokhtari, M.T. (2015). "The Role of England and East India Company for the Separation of Afghanistan from Iran during Qajar Era". Journal of Historical Researches (3): 98–118. OCLC 1244446711.
- Narvand, Reza (1995). Fall of Zand dynasty. Tehran: Bina. ISBN 978-964-346-019-8.
- Pakravan, Amineh (1969). Agha Mohammad Khan. Tehran: Zavar. ISBN 978-964-5620-38-5.
- Pir Nia, Behnam (Winter 2009). "Gardens of Shiraz". Golestan Honar (11): 13–25.
- Perry, J. R. (1985). "ʿALĪ-MORĀD KHAN ZAND". Encyclopædia Iranica, online edition. New York.
- Perry, J. R. (2010). "ZAND DYNASTY". Encyclopædia Iranica, online edition. New York.
- Perry, J. R. (1984). "ĀḠĀ MOḤAMMAD KHAN QĀJĀR". Encyclopædia Iranica, online edition. New York.
- Pozesh, Mohammad; Khalkhali, Seyed Mohi al-Din (Fall 2016). "A study of the intellectual currents of the constitutional era". Tarikhname Khawrazmi (1): 92–117.
- Ramezan Nargesi, Reza (2007). "historical backgrounds of the constitutional revolution" (PDF). Journal of Historical Researches (59): 2–47. OCLC 1244446711.
- Semnani, Ahmad Panahi (1994). Lotf Ali Khan Zand: From Kingship to Fall. Tehran: Salman Farsi Printery.
- Tarafdari, Ali Mohammad (2017). "Jafar Khan Zand". The Great Islamic Encyclopedia (Center for Iranian-Islamic Studies). Tehran.
- Takmil Homayoun, Naser (2013). Historical origin of Qajar tribe. Institute of Humanities and Cultural Studies. ISBN 978-964-426-649-2.
- Toloi, Mahmoud (1998). Seven Kings: The Untold Stories of the Life and Times of the Qajar Sultans. Našr-i ʿIlm. ISBN 978-964-405-011-4. OCLC 942747770.
- Tucker, Ernest (2006). "NĀDER SHAH". Encyclopædia Iranica, online edition. New York.